# Xavier Becerra
Xavier Becerra (Sacramento (Californië), 26 januari 1958) is een Amerikaans jurist en politicus van de Democratische Partij. Sinds 24 januari 2017 is hij de 33e procureur-generaal van Californië, als opvolger van Kamala Harris, die was verkozen tot de senaat. Tussen 1993 en 2017 was hij lid van het Huis van Afgevaardigden namens het 30e, 31e en 34e congresdistrict van Californië. Op 7 december 2020 maakte president-elect Joe Biden bekend Becerra voor te willen dragen als minister van Volksgezondheid en Sociale Zaken.
- Gemeinsame Normdatei: 1223030628
- International Standard Name Identifier: 0000 0000 4516 7382
- Library of Congress Control Number: n2004064457
- SNAC: w6qk9xzb
- Biographical Directory of the United States Congress: B000287
- Virtual International Authority File: 1862580
- WorldCat: E39PBJkXybPYtK3TvXCj6Kth73